# 珊哈爾·阿瑞亞

珊哈爾·阿瑞亞（1978年/1979年—，Semhar Araia）是厄利垂亞裔美國人的社會活動家、教授及國際律師。 她也是散居各地非洲婦女網絡（DAWN）非政府組織的創始人兼執行董事。 珊哈爾女士最近被任命為散居各地與多元文化夥伴關係之美國支援聯合國兒童基金會總經理。

## 外部連結
- Champions of Change - Semhar Araia